# Tanorexia

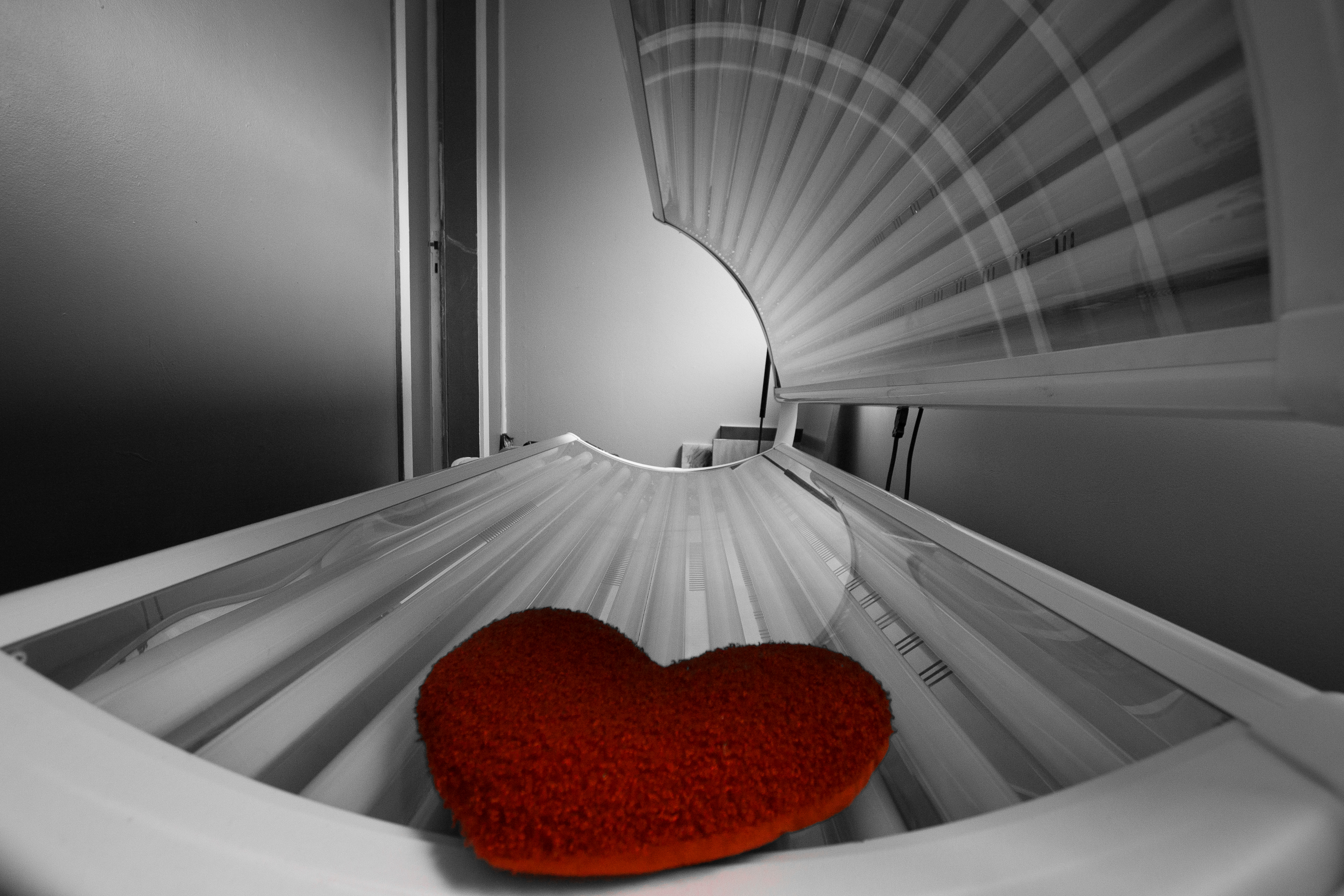
Cámara de bronceado

La tanorexia o adicción al bronceado describe la condición en la cual una persona genera una necesidad obsesiva para lograr un tono de piel más oscuro, ya sea tomando el sol al aire libre o mediante cabinas de rayos UV. que nunca puede alcanzar al creer tener un tono mucho inferior al Real. Aunque el vocablo «tanorexia» ha sido utilizado comúnmente por los medios de comunicación, y facultativos para describir el síndrome, tanto el propio síndrome como la palabra, no han sido ampliamente aceptadas por la comunidad médica, considerándose para muchos un argot.
La exposición a los rayos solares ha demostrado tener propiedades adictivas, al liberar ciertos opioides en el cerebro y es por eso que algunas personas terminan desarrollando un cuadro psiquiátrico denominado tanorexia, que describe la necesidad obsesiva de broncearse.
En contra de la extendida creencia popular, no existe el bronceado innocuo o «callo solar»; esto es, un nivel de bronceado que torne la piel oscura sin producir daños en el organismo. Por ende, todo bronceado se toma dermatológicamente como una reacción natural del cuerpo directamente proporcional al daño que este está percibiendo en su exposición a radiaciones ultravioleta.

## Evidencias médicas
En el año 2005, un grupo de dermatólogos publicaron un estudio que demostraba que los tanoréxicos experimentaban una pérdida del control de sus límites, que evitaban poder parar el proceso de bronceado una vez la piel ya está morena, dicho patrón es similar a otras adicciones como el alcoholismo o tabaquismo.
Las pruebas bioquímicas de un estudio realizado en 2006, indicaron que dicha adicción al bronceado es producida por una liberación de opioides y endorfinas mientras se toma el sol. Los individuos analizados en el estudio que tomaron el sol con gran frecuencia, al cortar el ciclo presentaron un grave síndrome de abstinencia, mientras que los que tomaron el sol en cantidad moderada, no experimentaron cambios destacables. En otro estudio en 2012 se confirmó nuevamente los efectos adictivos de la exposición solar.
Los casos graves de tanorexia pueden ser considerados muy peligrosos debido a la sobreexposición a los rayos ultravioleta que conlleva dicha adicción, hecho que puede ser causa de muchos efectos secundarios negativos, entre ellos el fotoenvejecimiento o el cáncer de piel. En casos extremos, puede ser un indicador de padecer un trastorno dismórfico corporal, un trastorno mental en el que uno es excesivamente crítico en relación con su físico o imagen ya sea real o imaginado, como sería el caso de la anorexia. Los que sufren anorexia comúnmente creen que tienen sobrepeso, cuando en realidad, son nutricionalmente inferiores y físicamente son mucho más delgados que el promedio. De la misma manera, un tanoréxico puede creer que él o ella tienen un tono pálido de piel, cuando en realidad resultan ser bastante oscuros de piel.

## Síntomas
A pesar de que el síndrome no ha sido oficialmente descrito por la comunidad médica, algunos de los síntomas que presentan los afectados son:
- compulsión por aumentar y mantener el tono ganado experimentando excesiva ansiedad.
- competitividad con compañeros por conseguir el bronceado más oscuro.
- frustración e insatisfacción crónica por los resultados obtenidos.
- convencimiento constante de que su tono de piel es inferior de lo que realmente es.
- pérdida de apetito provocada por la sensación de falta de horas al sol.